# Ábel Kráľ
Ábel Kráľ (17. srpna 1932 Nová Baňa – 12. května 2023) byl slovenský jazykovědec, vysokoškolský pedagog a bývalý politik, po sametové revoluci československý poslanec Sněmovny národů Federálního shromáždění za HZDS, v 90. letech velvyslanec SR ve Švýcarsku.

## Biografie
Absolvoval obor slovenský a ruský jazyk na Filozofické fakultě Univerzity Komenského v Bratislavě. Pak na této škole působil v Kabinetu fonetiky do roku 1989, přičemž od roku 1971 jako ředitel tohoto ústavu. Po roce 1989 byl pracovníkem Ústavu kybernetiky Slovenské akademie věd, kde byl jediným vědeckým pracovníkem s humanitním vzděláním a zabýval se syntézou a analýzou řeči.
Ve volbách roku 1992 byl za HZDS zvolen do slovenské části Sněmovny národů. Ve Federálním shromáždění setrval do zániku Československa v prosinci 1992. Uvádí se bytem Bratislava.
V letech 1993–1998 byl slovenským velvyslancem ve Švýcarsku. Pak se vrátil k lingvistice a od roku 1998 byl vedoucím Katedry slovenského jazyka na Filozofické fakultě Univerzity Komenského v Bratislavě. Byl členem ortoepické komise Jazykovědného ústavu Ľudovíta Štúra SAV. Publikoval četné odborné studie a monografie.